# Killswitch Engage
A Killswitch Engage (gyakran láthatjuk KsE-nek vagy Killswitch-nek rövidítve) egy amerikai melodic metalcore együttes a massachusettsi Westfieldből.
Az Overcast és az Aftershock megszűnését követően alakult meg 1999-ben. Jelenleg a Killswitch Engage énekese Jesse Leach, a basszistája Mike D'Antonio, gitárosai Adam Dutkiewicz, illetve Joel Stroetzel, dobosa Justin Foley. Kiadójuk a Roadrunner Records. Idáig hét nagylemezük és egy DVD-jük jelent meg.
A Killswitch Engage a 2004-ben kiadott The End of Heartache lemezével vált igen népszerűvé, amely a Billboard 200 listáján elérte a 21. helyet, és 2007 decemberében aranylemez lett az Amerikai Egyesült Államokban 500˙000 eladott példányszámmal. A címadó számot Grammy-díjra is jelölték, majd 2005-ben megjelent a koncertfelvételekből álló DVD-jük (Set This) World Abaze címmel. Az együttes részt vett már több fesztiválon; név szerint a Reading and Leeds Festivals, Ozzfest, Download Festival, Warped Tour, illetve a Rock on the Range fellépője volt. 2008 májusában folytatták a turnézást az As Daylight Dies albumukkal.
A Disarm the Descent címet viselő hatodik nagylemezük az első 2002 óta, amelyen újra Jesse Leach felelős az énekért.
Legújabb albumuk az Incarnate 2016. március 11-én jelent meg.

## Tagok
Jelenlegi tagok
- Jesse Leach – ének (1999–2002, 2012 óta)
- Adam Dutkiewicz – gitár, háttérének (2002 óta); dob, ütőhangszer (1999–2001)
- Joel Stroetzel – gitár (1999 óta);
- Mike D'Antonio – basszusgitár (1999 óta)
- Justin Foley – dob, ütőhangszer (2003 óta)

Egykori tagok
- Howard Jones – ének (2002-2012)
- Pete Cortese – gitár (2002)
- Tom Gomes – dob, ütőhangszer (2002–2003)

## Diszkográfia
- Killswitch Engage (2000)
- Alive or Just Breathing (2002)
- The End of Heartache (2004)
- As Daylight Dies (2006)
- Killswitch Engage (2009)
- Disarm the Descent (2013)
- Incarnate (2016)
- Atonement (2019)
- This Consequence (2025)